# Diastatomma multilineatum
Diastatomma multilineatum – gatunek ważki z rodziny gadziogłówkowatych (Gomphidae). Występuje w dorzeczu rzeki Kongo; stwierdzony w Demokratycznej Republice Konga, możliwe, że występuje też w Kongu i Gabonie.